# Округ Грег (Тексас)
Округ Грег (енгл. Gregg County) је округ у америчкој савезној држави Тексас. По попису из 2010. године број становника је 121.730.

## Демографија
Према попису становништва из 2010. у округу је живело 121.730 становника, што је 10.351 (9,3%) становника више него 2000. године.
| Група             | 2000.          | 2010.          |
| Белци             | 76.851 (69,0%) | 74.005 (60,8%) |
| Афроамериканци    | 22.115 (19,9%) | 24.390 (20,0%) |
| Азијати           | 752 (0,7%)     | 1.343 (1,1%)   |
| Хиспаноамериканци | 10.183 (9,1%)  | 20.018 (16,4%) |
| Укупно            | 111.379        | 121.730        |